# Naciye Suman
Naciye Suman, née le 23 avril 1881 à Skopje et morte le 23 juillet 1973 à Ankara, connue à travers sa carrière sous le nom de Madame Naciye ou Naciye Hanım, est la première femme photographe professionnelle musulmane ottomane puis turque.
Après avoir appris la photographie en Autriche, elle ouvre un studio chez elle en 1919. Ses clients sont principalement des femmes et elle prend des portraits et des photos de mariage. Plus tard, elle donne des cours de photographie au palais du sultan.
Lorsque les titres turcs sont abolis au profit de noms de famille héréditaires fixes, elle choisit le nom de famille Suman.

## Jeunesse
Fille du major Salih Bey, Naciye Suman naît le 23 avril 1881 à Üsküp dans l'Empire ottoman, l'actuelle Skopje en Macédoine du Nord. Elle porte pendant une partie de sa vie le titre de Hanım (qui signifie « dame » ou « madame »). En 1903, elle épouse un capitaine, Ýsmail Hakký Bey (alias İsmail Hakkı Bey),, avec qui elle a trois enfants : Nusret (en), qui deviendra un sculpteur, et deux filles, Fikret et Nedret.
À la suite de la migration forcée pendant les guerres balkaniques de 1912-1913, la famille est forcée de migrer vers l'Anatolie. Pendant la migration, Suman perd son quatrième enfant près de la frontière hongroise. Bien que la famille arrive à Istanbul, un ami de confiance les aide à échapper au conflit et les transfère à Vienne. La photographie à cette époque est une nouveauté et Suman étudie pour acquérir cette compétence. L'année suivante, en 1914, son mari est rappelé en Turquie et la famille, qui comprend Suman, son mari, ses trois enfants, sa mère, une grand-mère et trois domestiques, sont transférés dans le manoir Saitpaşa à Yıldız, dans le quartier de Beşiktaş à Istanbul. Elle apporte son matériel photo avec elle et installe un petit studio dans la buanderie du toit.

## Carrière
Pendant la Première Guerre mondiale, le mari de Suman étant déployé au front, elle reste s'occuper de la maison. Le conflit est suivi par la guerre d'indépendance turque et les temps sont difficiles. En 1919, lorsqu'elle doit vendre l'argenterie familiale pour subvenir aux besoins de sa famille, elle opte pour une autre solution et accroche une pancarte sur le devant du manoir qui dit simplement Türk Hanımlar Fotoğrafhanesi-Naciye (« femme photographe turque-Naciye ») et commence à travailler comme la première femme photographe musulmane professionnelle en Turquie,. Pendant cette période, les femmes sont voilées et ne travaillent pas, surtout celles qui sont filles de pacha, et pourtant, dès le premier jour, elle a des clients. Beaucoup de femmes, qui ont des hommes combattant au front, veulent en effet que des photographies soient jointes à leurs lettres.
En 1921, elle abandonne le manoir et déménage dans un petit appartement, en déplaçant son studio dans un lieu séparé. L'entreprise est présentée la même année dans Kadınlar Dünyası (en), le principal magazine féminin de l'époque,. En plus de prendre des photos de mariage, elle donne également des conférences sur la photographie au palais du sultan Mehmed V. À la fin de la guerre, Suman quitte son mari et poursuit son activité de photographe jusqu'en 1930. Cette année-là, lorsque sa fille a un bébé, elle ferme sa boutique et déménage à Ankara.
En 1934, lorsque le régime turc adopte la loi sur les noms de famille, permettant aux citoyens d'adopter des noms de famille héréditaires plutôt que d'utiliser des titres, Naciye choisit Suman comme nom de famille.
Elle meurt le 23 juillet 1973 à Ankara. On pense que ses photographies ont été perdues, mais le collectionneur et écrivain Gülderen Bölük a pu documenter des cartes postales avec le cachet de l'atelier et en conserver six,.